# ラブレター (2003年のテレビドラマ)
『ラブレター』（韓国語：러브레터）は、2003年2月10日から4月1日にかけて毎週2回ずつ韓国のMBCで放送されたテレビドラマである。全20話（韓国オリジナル版は全16話）。
日本では東京MXテレビ、福岡放送などの地上波、BS日テレや、CATVの衛星劇場で放映された。日本版DVDはハピネット・ピクチャーズより2006年に発売された。

## キャスト
主な登場人物
イ・ウジン / アンドレア：チョ・ヒョンジェ（少年時代：ユ・スンホ）
医大生。神父を目指している。孤児院育ち。
チョン・ウジン：チ・ジニ
医大生。ウナに片思いしている。
チョ・ウナ：スエ
医大生。アンドレアに片思いしている。孤児院育ち。
ペドロ神父：ソン・ヒョンジュ
アンドレアの叔父。
チョン・ジョンウ：チュ・ヒョン
ウジンの父親。大学教授。
イム・キョンウン：キム・ヨンエ
ジョンウの妻。ウジンの義母。アンドレアの実母。
チョン・ユリ：チョ・ユニ（少女時代：コ・ジュヨン）
ウジンの妹。聴覚障害で心臓病を患っている。
シスターエステル：クォン・ミンジュン
シスター。司教の姪。手品が特技である。
シスタージェンマ：ユン・ユソン
シスター。
マリアおばさん：ヤン・ヒギョン
教会のおばさん。
チェ・ソヨン：キム・ユンギョン
ウジンの友人でウジンに片思いしている。

## スタッフ
- 監督：オ・ギョンフン
- 脚本：オ・スヨン
- 制作：MBCプロダクション

## 関連商品
CD
- ラブレターOST （韓国盤）全12曲

DVD
- ラブレターDVD-BOXハピネット・ピクチャーズ

書籍
- 『ラブレター』（単行本） オ・スヨン (著) 金 暎姫 (翻訳) (徳間書店) ISBN 4198619204

## 音楽
- 「天国の別離」（主題歌） 歌 Tri-Be
- 「愛を信じているの?」（アンドレアのテーマ） 歌 Tri-Be
- 「承諾」（チョンウジンのテーマ） 歌 Tri-Be
- 「まぶしい僕になる時まで」 歌 Tri-Be
- 「貴方の為の祈り」（ウナのテーマ） 歌 ハン・ソヒョン

## エピソード
- 第1話 「救いの綱」
- 第2話 「渡せなかった手紙」
- 第3話 「もうひとりのウジン」
- 第4話 「届かぬ思い」
- 第5話 「解かれた封印」
- 第6話 「ネックレスの秘密」
- 第7話 「運命の歯車」
- 第8話 「旅立ち」
- 第9話 「新しい愛へ」
- 第10話 「再会」
- 第11話 「側にいても遠い人」
- 第12話 「過去の傷 現在の痛み」
- 第13話 「もう一度愛して」
- 第14話 「試練」
- 第15話 「アンドレアの選択」
- 第16話 「愛ゆえに」
- 第17話 「罪と罰」
- 第18話 「最後の綱」
- 第19話 「愛の果て」
- 第20話 「いつまでも」

## 備考
- 脚本家が初めに考えていたタイトルは、ラテン語で「神の子羊」を意味する「アニュス・デイ」(Agnus Dei) であった。しかし馴染みのない言葉で、どんなドラマかわかりにくいということもあり、現タイトルに変更になった。